# Новоясеневский проспект
Новоя́сеневский проспект — проспект в Юго-Западном административном округе города Москвы. Проходит от Профсоюзной улицы до Битцевского леса.
Пересекает Тарусскую и Ясногорскую улицы (на пересечении — площадь Кима Филби).
Слева полукольцом примыкает Литовский бульвар.
Справа примыкают улицы Голубинская, Вильнюсская, Паустовского и Новоясеневский тупик.
Нумерация домов ведётся от Профсоюзной улицы.

## Происхождение названия
Назван 11 октября 1978 года по бывшему селу, на месте которого во второй половине 1970-х годов построен новый жилой район Ясенево. До этого имел временное название Проектируемый проезд 5297.

## История
Проспект возник в 1976—1977 годах при застройке района Ясенево, как его главная магистраль (начальный участок проспекта существовал ранее под названием улица Радиостанции — по располагавшемуся здесь радиоцентру связи с дрейфующей полярной станцией СП-1). Застроен в основном криволинейными 16-этажными панельными домами серии П-3 и 9-этажными панельными домами серии П-49. В 1987—1990 годы вдоль проспекта проложена Калужско-Рижская линия метро с тремя станциями. В конце проспекта летом 2007 года заложен Парк 30-летия района Ясенево. В начале проспекта с 2006 года планировалось построить двухуровневую транспортную развязку с Профсоюзной улицей и улицей Тёплый Стан. Развязка с эстакадой по трассе Профсоюзной улицы открыта 24 октября 2013 года. Первоначально (согласно Решению Исполнительного комитета Московского городского Совета народных депутатов от 11 октября 1978 года № 3212) планировался на участке Профсоюзная улица — проектируемый проезд № 5421 (Соловьиный проезд), судьба которого на данный момент неизвестна.

## Примечательные здания и сооружения
По чётной стороне:
- № 2 — Коньковский водопроводный узел
- № 4 — автостанция «Тёплый Стан»
- № 42, корп. 1 — 3 — Главный дом и флигели Усадьбы «Ясенево», XVIII—XIX вв.
- № 42, корп. 7 — Храм святых первоверховных апостолов Петра и Павла в Ясенево (1751)

## Воинский памятник
Около дома № 19 корп. 1 — бетонный дот, созданный на 3-м боевом участке обороны Москвы осенью 1941 года.

## Транспорт
На проспекте расположены станции метро «Тёплый Стан», «Ясенево», «Новоясеневская» и «Битцевский парк».
По проспекту проходят маршруты наземного общественного транспорта.
Автобус:
- от Битцевского леса до Профсоюзной улицы — т81;
- от улицы Паустовского до Профсоюзной улицы — 912, н16;
- от площади Кима Филби до Профсоюзной улицы — с14;
- от Вильнюсской улицы до Профсоюзной улицы — т72;
- от Голубинской улицы до Профсоюзной улицы — 264, 281, 647;
- от площади Кима Филби до Литовского бульвара (западная часть) — 639, 769 (последний — только в указанном направлении);
- от Вильнюсской улицы до Литовского бульвара (восточная часть) — 264;
- от площади Кима Филби до Литовского бульвара (восточная часть) — 642, 648;
- от площади Кима Филби до улицы Паустовского — 165, 769 (последний — только в указанном направлении);
- от площади Кима Филби до Литовского бульвара (западная часть) и от Литовского бульвара (восточная часть) до Битцевского леса — 262.